# RS-591
Pour les articles homonymes, voir Route 591.
La RS-591 est une route locale du Nord-Ouest de l'État du Rio Grande do Sul reliant la RS-324, sur le territoire de la municipalité de Planalto, à BR-158/386, sur celui de Frederico Westphalen. Elle dessert Planalto, Ametista do Sul et Frederico Westphalen, et est longue de 31,390 km.